# 몰타 여자 축구 국가대표팀
몰타 여자 축구 국가대표팀은 몰타를 대표하는 여자 축구 대표팀으로 몰타 축구 협회에서 관리한다. 유럽 여자 축구 최약체로 평가받는 팀들 중 하나로 2003년 8월 10일 루마니아와의 UEFA 여자 유로 2005 예선 B그룹 5조 1차전에서 국제 A매치 첫 경기를 치렀다.

## 국제 대회 경력

### FIFA 여자 월드컵
2015년 FIFA 여자 월드컵 유럽 지역 예선 예비라운드에서 룩셈부르크를 6-0으로 대파하는 등 2승 1무의 호성적을 거두며 조별라운드에 진출했으나 조별라운드에서는 10전 전패·3조 꼴찌의 처참한 성적에 머물렀다.

### UEFA 유럽 여자 축구 선수권 대회
현재까지 여자 월드컵과 마찬가지로 여자 유로 대회 본선 출전 기록은 없지만 UEFA 여자 유로 2013 예선부터 3연속 대회 예선에서 1승 이상씩 거두었고 특히 UEFA 여자 유로 2022 예선에서 이스라엘, 조지아를 상대로 3승 1무의 성적을 거두며 몰타 여자 축구 역사상 여자 유로 대회 예선 최다 승점 기록을 경신했다.

## 성적

### FIFA 여자 월드컵
- 1991년 ~ 2003년: 불참
- 2007년 ~ 2019년: 예선 탈락

### 올림픽 축구
- 1996년 ~ 2004년: 예선 탈락
- 2008년 ~ 2012년: 예선 탈락

### UEFA 유럽 여자 축구 선수권 대회
- 1984년: 불참
- 1987년: 불참
- 1989년: 불참
- 1991년: 불참
- 1993년: 불참
- 1995년: 불참
- 1997년: 불참
- 2001년: 불참
- 2005년: 예선 탈락
- 2009년: 예선 탈락
- 2013년: 예선 탈락

## 같이 보기
- 몰타 축구 국가대표팀